# Halleluja (Album)
Halleluja (aus dem hebräischen: Lobpreiset Gott!) ist das zwölfte Studioalbum von Marius Müller-Westernhagen. Es wurde am 25. August 1989 bei WEA Records veröffentlicht.

## Hintergrund
Halleluja ist Westernhagens zweite Zusammenarbeit mit dem Produzenten René Tinner. Wie der Vorgänger Westernhagen wurde das Album im Can Studio in Weilerswist eingespielt. Die Band bestand wieder aus der Rhythmusgruppe Charlie T. (Manfred Terstappen) am Schlagzeug und Raoul Walton am Bass. Komplettiert wurde die Band durch Helmut Zerlett an der Hammond-Orgel und Jay Stapley an der Gitarre. Die Aufnahmen für Bläser, Streicher, Perkussion und Flügel wurden durch Studiomusiker im Studio The Church in London aufgenommen und von Danny Dawson betreut. Die Bläsersektion in London bestand aus Vince Sullivan (Posaune), John Thirkell (Trompete, Posaune) und Chris Davis (Saxophon). Bei dem Titel Sexy spielte Pete Wingfield den Flügel. Für den Titel Engel wurde ein von Rick Wentworth arrangiertes Streicherensemble unter der Leitung von Gavin Wright aufgenommen; Westernhagens Ehefrau Romney übernahm den Gesang.
Ein Konzert der auf die Veröffentlichung folgenden, ausverkauften Tournee wurde für das Album Live mitgeschnitten. Die Tournee machte Westernhagen auch außerhalb Deutschlands bekannt.
Nach einer Goldenen und einer Platinschallplatte im Jahr 1990 wurde für das Album 1993 vom Bundesverband Musikindustrie die zweite Platinschallplatte für mehr als eine Million verkaufte Tonträger vergeben.
Das Album wurde im Jahr 2000 remastert und wiederveröffentlicht.

## Titelliste
| #   | Titel                     | Länge |
| --- | ------------------------- | ----- |
| 1.  | Sexy                      | 5:31  |
| 2.  | Illusion                  | 3:09  |
| 3.  | Weil ich dich liebe       | 4:46  |
| 4.  | Fertig                    | 3:16  |
| 5.  | Lieben werd' ich dich nie | 4:25  |
| 6.  | Nur ein Traum             | 4:14  |
| 7.  | Halleluja                 | 4:44  |
| 8.  | Für 'ne bessere Welt      | 2:53  |
| 9.  | Der Chor der Blöden       | 8:11  |
| 10. | Engel                     | 3:38  |

## Rezeption
Das Fachmagazin Stereo kürte Halleluja zur „LP des Monats“. Der Musikexpress urteilte in seiner Rezension: „Rock ’n’ Roll mit deutschen Texten klang selten lauter und besser. Westernhagen beschränkt sich nämlich auf das Wesentliche: Gefühle statt Duselei, Teamarbeit statt Technologie, Sex statt umweltpolitischer Kummerfalten“.

## Kommerzieller Erfolg

### Chartplatzierungen
Das Album erreichte zwei Wochen nach der Veröffentlichung die deutschen Charts, hielt sich drei Wochen auf dem Spitzenplatz und insgesamt 79 Wochen.
| ChartsChartplatzierungen | Höchstplatzierung | Wochen |
| ------------------------ | ----------------- | ------ |
| Deutschland (GfK)        | 1 (78 Wo.)        | 78     |

| ChartsJahrescharts (1989) | Platzierung |
| ------------------------- | ----------- |
| Deutschland (GfK)         | 28          |

| ChartsJahrescharts (1990) | Platzierung |
| ------------------------- | ----------- |
| Deutschland (GfK)         | 9           |

### Auszeichnungen für Musikverkäufe
| Land/Region        | Auszeichnungen für Musikverkäufe (Land/Region, Auszeichnung, Verkäufe) | Verkäufe  |
| ------------------ | ---------------------------------------------------------------------- | --------- |
| Deutschland (BVMI) | 2× Platin                                                              | 1.000.000 |
| Insgesamt          | 2× Platin ·                                                            | 1.000.000 |